# Marky Ramone and the Intruders
Marky Ramone and the Intruders fue la banda que fundó el baterista Marky Ramone tras la separación de los Ramones en 1996. La banda tuvo un sonido muy similar al de Ramones aunque con bajos más potentes. Publicaron dos álbumes, un primer trabajo de título homónimo publicado en 1996 con el sello independiente Thirsty Ear Recordings, y  The Answer to Your Problems? (Don't Blame Me! en Latinoamérica), publicado el 20 de julio de 1999 con el sello Rounder Records y que contó con la colaboración de Charles Giordano y Joan Jett en el tema "Don't Blame Me!".
Durante un breve periodo de tiempo, la banda contó con el liderazgo del guitarrista Todd Youth de Murphy's Law.

## Miembros
- Marky Ramone - batería
- Johnny Pisano - bajo
- Howie Accused - guitarra
- Alex Crank - guitarra
- Ben Trokan - guitarra
- Garrett Uhlenbrock, - vocalista
- Todd Youth - vocalista, guitarra[4]

## Discografía
- Marky Ramone and the Intruders (1996) - Thirsty Ear Recordings
- The Answer to Your Problems? (1999) - Rounder Records